# Унивалентный функтор
Унивалентный функтор (строгий функтор) — функтор, который инъективен на каждом множестве морфизмов с фиксированными образом и прообразом. Полный функтор — двойственное понятие — функтор, который сюръективен на каждом множестве морфизмов с фиксированным образом и прообразом.
Соответственно, функтор {\displaystyle F\colon {\mathcal {C}}\longrightarrow {\mathcal {D}}} между локально малыми категориями {\displaystyle {\mathcal {C}}} и {\displaystyle {\mathcal {D}}}:
- унивалентнен, если функция {\displaystyle F_{X,Y}} инъективна,
- полон, если {\displaystyle F_{X,Y}} сюръективна,
- вполне унивалентен, если {\displaystyle F_{X,Y}} биективна

для каждой пары {\displaystyle X,Y} из {\displaystyle {\mathcal {C}}} ({\displaystyle F_{X,Y}\colon \mathrm {Hom} _{\mathcal {C}}(X,Y)\rightarrow \mathrm {Hom} _{\mathcal {D}}(F(X),F(Y))} — срез функтора на морфизмы {\displaystyle X\to Y}).
Унивалентный функтор не обязательно инъективен на объектах категории {\displaystyle {\mathcal {C}}}, поэтому образ вполне унивалентного функтора не обязан быть категорией, изоморфной {\displaystyle {\mathcal {C}}}. Аналогично, полный функтор не обязательно сюръективен на объектах. Однако вполне унивалентный функтор инъективен на объектах с точностью до изоморфизма, то есть если {\displaystyle F\colon {\mathcal {C}}\longrightarrow {\mathcal {D}}} является вполне унивалентным и {\displaystyle F(x)\cong F(y)}, то {\displaystyle x\cong y} (в этом случае говорят, что функтор {\displaystyle F} отражает изоморфизмы).
Любой унивалентный функтор отражает мономорфизмы и эпиморфизмы. Из этого следует, что любой унивалентный функтор из сбалансированной категории отражает изоморфизмы.
Пример унивалентного функтора — забывающий функтор для категории групп {\displaystyle U\colon \mathbf {Grp} \longrightarrow \mathbf {Set} }: гомоморфизм групп однозначно определяется функцией на множествах-носителях. (Категория с унивалентным функтором в {\displaystyle \mathbf {Set} } называется конкретной категорией.) Функтор, вкладывающий категорию абелевых групп {\displaystyle \mathbf {Ab} } в категорию групп {\displaystyle \mathbf {Grp} }, вполне унивалентный.